# Phước Bình, Trảng Bàng
Phước Bình là một xã thuộc thị xã Trảng Bàng, tỉnh Tây Ninh, Việt Nam.

## Địa lý
Xã Phước Bình nằm ở phía tây thị xã Trảng Bàng, có vị trí địa lý:
- Phía đông giáp xã Thanh Phước, huyện Gò Dầu với ranh giới là sông Vàm Cỏ Đông
- Phía tây giáp phường Prasat và phường Bavet, thành phố Bavet, tỉnh Svay Rieng, Campuchia
- Phía nam giáp xã Phước Chỉ
- Phía bắc giáp xã An Thạnh và xã Lợi Thuận, huyện Bến Cầu.

Xã Phước Bình có diện tích 34,65 km², dân số năm 2019 là 16.254 người, mật độ dân số đạt 469 người/km².

## Hành chính
Xã Phước Bình được chia thành 10 ấp: Bình Hòa, Bình Thuận, Bình Phú, Bình Quới, Bình Phước, Gò Ngãi, Phước Tân, Phước Thành, Phước Lợi, Phước Giang.

## Lịch sử
Vào cuối thế XIX, địa bàn xã Phước Bình hiện nay tương ứng với làng Phước Lưu thuộc tổng Mỹ Ninh và làng Prey Chet thuộc tổng Khán Xuyên, tỉnh Tây Ninh. Về sau, chính quyền Pháp đặt tổng Mỹ Ninh thuộc quận Trảng Bàng và tổng Khán Xuyên thuộc quận Thái Bình.
Đến năm 1936, làng Prey Chet chuyển sang trực thuộc tổng Mỹ Ninh và được đổi tên thành làng Bình Thạnh.
Dưới thời Việt Nam Cộng hòa, Bình Thạnh và Phước Lưu là hai xã thuộc quận Hiếu Thiện.
Sau năm 1975, các xã Bình Thạnh và Phước Lưu thuộc huyện Trảng Bàng.
Trước khi sáp nhập, xã Bình Thạnh có diện tích 21,43 km², dân số là 10.243 người, mật độ dân số đạt 478 người/km², gồm 5 ấp: Bình Hòa, Bình Thuận, Bình Phước, Bình Quới và Bình Phú. Xã Phước Lưu có diện tích 13,22 km², dân số năm là 6.011 người, mật độ dân số đạt 455 người/km², gồm 5 ấp: Gò Ngãi, Phước Tân, Phước Thành, Phước Lợi và Phước Giang.
Ngày 10 tháng 1 năm 2020, Ủy ban Thường vụ Quốc hội ban hành Nghị quyết số 865/NQ-UBTVQH14 (nghị quyết có hiệu lực từ ngày 1 tháng 2 năm 2020). Theo đó, sáp nhập toàn bộ diện tích và dân số của hai xã Bình Thạnh và Phước Lưu thành xã Phước Bình thuộc thị xã Trảng Bàng.

## Di tích
- Tháp Bình Thạnh là một tháp cổ nằm ở ấp Bình Phú, xã Phước Bình. Đây là một trong số các kiến trúc tháp thuộc nền văn hóa Óc Eo còn sót lại tại Nam Bộ Việt Nam (cùng với tháp Chót Mạt ở huyện Tân Biên và tháp Vĩnh Hưng ở huyện Vĩnh Lợi, tỉnh Bạc Liêu).